# Paris-Roubaix de 1998
A 96.ª edição da Paris-Roubaix teve lugar a 12 de abril de 1998 e foi vencida pelo italiano Franco Ballerini. A prova constou de 266,5 quilómetros e o vencedor chegou com 6h 57' 49" em solitário.

## Classificação final
| Posição | Ciclista           | Equipa        | Tempo           |
| ------- | ------------------ | ------------- | --------------- |
| 1       | Franco Ballerini   | Mapei-Bricobi | 6 h 57 min 49 s |
| 2       | Andrea Tafi        | Mapei-Bricobi | + 4 min 16 s    |
| 3       | Wilfried Peeters   | Mapei-Bricobi | + ̟4 min 19 s    |
| 4       | Léon van Bon       | Rabobank      | + 4 min 49 s    |
| 5       | Frédéric Moncassin | Gan           | m.t.            |
| 6       | Rolf Sørensen      | Rabobank      | + 4 min 50 s    |
| 7       | Magnus Bäckstedt   | Gan           | + 4 min 52 s    |
| 8       | Bart Leysen        | Mapei-Bricobi | + 6 min 34 s    |
| 9       | Gianluca Bortolami | Festina       | m.t.            |
| 10      | Henk Vogels        | Gan           | m.t.            |